# Volturnus (mitologia)

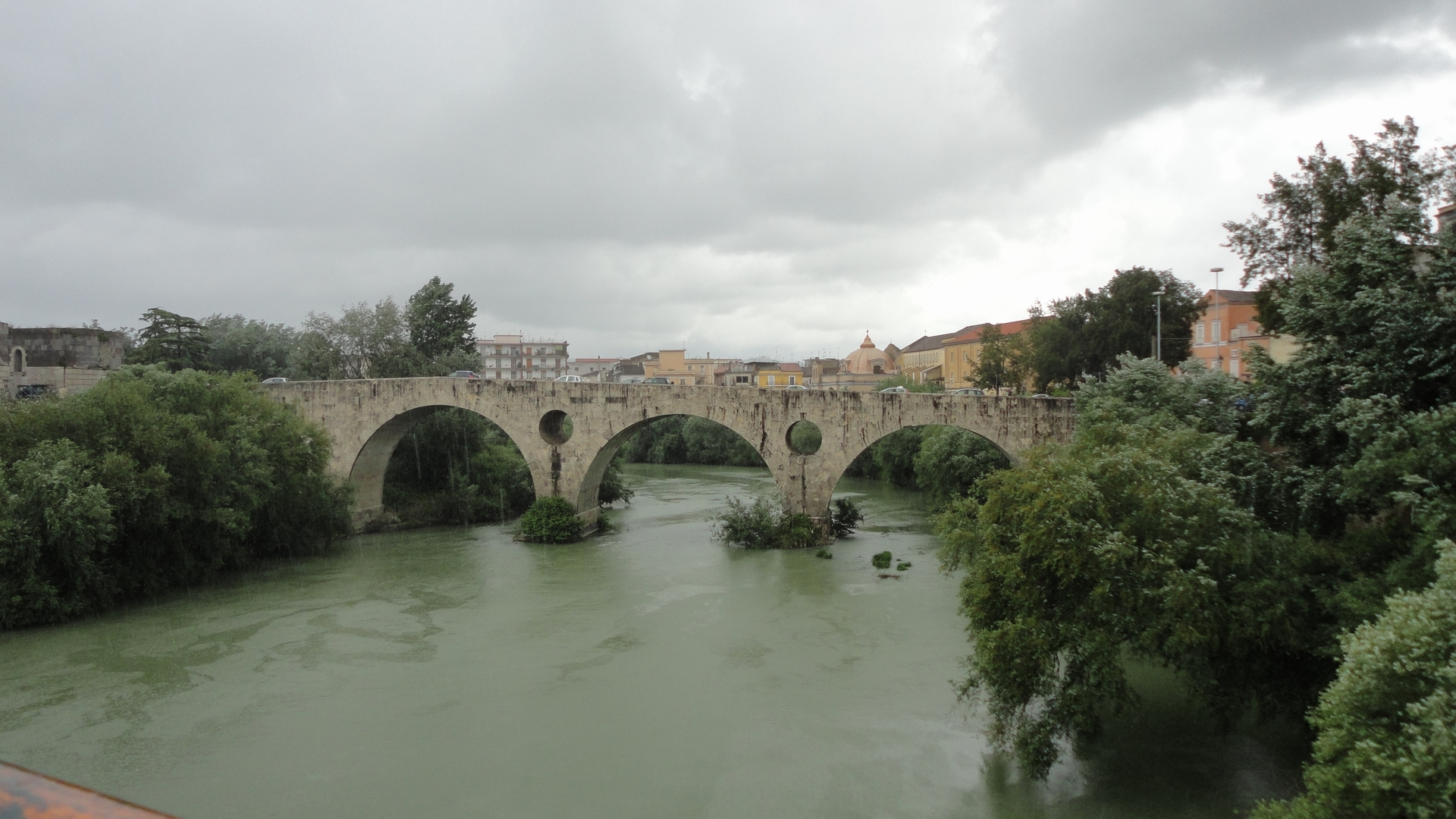
Imatge el riu Volturno al seu pas per Càpua, on es creu que es va originar el culte al déu Volturnus

Volturnus era el nom d'una divinitat de l'arcaica religió romana. Sorgia de les aigües (hi ha un riu que porta el seu nom) i controlava el vent del sud-est. Amb el temps se'l va personificar i va formar part de les històries mitològiques.

## Etimologia
Hi ha diverses propostes etimològiques. Segons Georges Dumézil, el seu nom deriva del verb llatí volvere («retorn»), que fa referència a la idea d'eternitat en una concepció del món en què sembla que tot està en evolució, tot canvia, però en realitat l'existència forma part d'un cicle que es torna a complir periòdicament, que és etern.
Altres han suggerit un vincle amb la paraula "voltor", que també hauria originat el nom d'una muntanya, la Voltur a prop de Venosa, relació ja esmentada per Horaci.
Però segons una altra teoria el seu nom seria d'origen etrusc i derivaria de Volturnum ("Velthurna" en etrusc), antic nom de la ciutat de Càpua. Aquesta és la teoria defensada per Kurt Latte basant-se en unes inscripcions.

## Orígens
Es creu que la creença en aquesta divinitat es va originar en les cultures que van habitar el sud d'Itàlia a l'antiguitat, on hi ha un riu anomenat Volturnus que era venerat pels habitants de la zona. Del seu culte queda com a testimoni el pròtom d'una arcada que es va trobar a les restes de l'amfiteatre de Càpua. Segons el lingüista Massimo Pittau, Volturnum era el nom primitiu de la ciutat de Càpua i era una paraula d'origen etrusc. Segons l'etruscòleg Giulio Mauro Facchetti, el nom de la ciutat (i per tant del déu que habitava el riu) feia referència a una llegenda sobre un falcó que es va veure sobrevolar el dia que van triar aquell indret per fundar la ciutat, fet que es va considerar un senyal diví de bon auspici.
El poeta Cecili Estaci va descriure l'estàtua del déu que estava col·locada sobre el pont que es va construir sobre el riu en temps de Domicià. Aquesta estàtua el representava estès sobre un banc amb una corona al cap feta de canyes de riu trenades. El poeta imagina que el déu gemega amb veu ronca del pes de les arcades del pont, i es lamenta pel pes més lleu del rais que travessen les seves aigües. Altres poetes llatins que van fer Volturnus objecte de les seves poesies són: Lucà i Sili Itàlic.

## En la mitologia romana
En la religió romana Volturnus era el déu que controlava el vent procedent del sud-est. Del seu culte s'encarregava un sacerdot de rang menor anomenat Flamen Volturnalis i la seva festivitat era la Volturnàlia, que se celebrava el 27 d'agost.
Se'l va considerar pare de la nimfa Juturna.
Alguns historiadors, que deien formar part de la filosofia positivista, van afirmar que Volturnus era un déu de caràcter fluvial lligat al riu Tíber. Aquesta identificació derivava del fet que a Càpua estava identificat amb el riu de la ciutat i això els va fer suposar que Volturnus podia haver estat un antic nom del riu Tíber, potser posat pels etruscs. Però de fet, no existix cap indici que atribueixi al Tíber un altre nom diferent dels ja coneguts, que són: Albula i més tard Thybris i Tiberis.
El 1960 Kurt Latte va rebutjar que a Roma Volturnus tingués caràcter fluvial i el va relacionar únicament amb l'energia del vent.
L'estudi de Georges Dumézil, basat en els escrits antics, arriba a la conclusió que Volturnus era la personificació del vent del sud-est, nociu per les vinyes i altres arbres fruiters, al qual s'invocava en la Volturnàlia per congraciar-se amb el déu i evitar que en fes mal.
Favorí, citat per Aulus Gel·li, explica que: «Al tercer vent, aquell que procedeix del punt en què surt el sol al solstici d'hivern, els romans en diuen Vulturnuus i,la major part dels grecs, amb un nom compost, Eurónotos perquè se situa entre el Notos i l'Euro».
Per un escrit de Columel·la sabem que també a la Bètica (província de la Hispània meridional) els pagesos anomenaven Volturnus al vent càlid que feia malbé les vinyes en el període de la canícula, si no es protegien amb estores de palma.